# Libra (powieść)
Libra – powieść Dona DeLillo, wydana w roku 1988.
W Polsce książka ukazała się w Oficynie Literackiej Noir sur Blanc w styczniu 2007. Autorem przekładu jest Jan Kraśko.

## Treść
Powieść traktuje o wydarzeniach poprzedzających zabójstwo prezydenta Stanów Zjednoczonych Johna F. Kennedy’ego.
Postacią centralną powieści jest Lee Harvey Oswald, domniemany zabójca Kennedy’ego. Powieść jest owocem wnikliwych badań historycznych prowadzonych przez autora, stąd autor przyrównywany był wielokrotnie do Thomasa Pynchona, innego amerykańskiego pisarza postmodernistycznego rozmiłowanego w rewizjach historii.
Powieść DeLillo wpisuje się również w nurt powieści o charakterze teorii spiskowej, kreśli bowiem obraz rozbudowanej podziemnej operacji CIA, której owocem jest zmanipulowanie i wykorzystanie Oswalda jako marionetki.

## Tytuł
Tytuł powieści, oznaczający Wagę, odnosi się do znaku zodiaku, pod którym urodził się Oswald. Jest to jeden z rozkodowanych i powtarzających się symboli w powieści.